# Lathrolestes zeugophorae
Lathrolestes zeugophorae là một loài tò vò trong họ Ichneumonidae.